# Праковце
Праковце (слч. Prakovce) насељено је мјесто са административним статусом сеоске општине (слч. obec) у округу Гелњица, у Кошичком крају, Словачка Република.

## Становништво
| Година:    | 1994. | 2004.   | 2014.   | 2024.   |
| ---------- | ----- | ------- | ------- | ------- |
| Број људи: | 3405  | 3441    | 3342    | 3184    |
| Разлика:   |       | +1,05 % | -2,87 % | -4,72 % |

| Година:    | 2023. | 2024.   |
| ---------- | ----- | ------- |
| Број људи: | 3189  | 3184    |
| Разлика:   |       | -0,15 % |

Према подацима о броју становника из 2011. године насеље је имало 3.380 становника.